# Шартрская школа
Шартрская школа (фр. École de Chartres; académie chartraine; лат. Carnotensis / Carnutensis / Karnotensis — Карнутская) — средневековое учёное сообщество при епископской кафедре в Шартре, философская школа мирового значения. Расцвет Шартрской школы пришёлся на XI—XII века. Архитектурным наследием школы является готический Шартрский собор (1194—1220). В XIII веке школа утратила своё значение, превратившись в провинциальную по сравнению с Парижским университетом.
Основание кафедры Шартра относится к III веку; школа при кафедре получает особую известность с конца X века, когда её возглавил епископ Фульбер (с 990 года). В школе преподавались математика, право, логика и медицина. Философской ориентацией был неоплатонизм. Школа синтезировала учение Платона, представленное в его «Тимее», и логику, физику и психологию Аристотеля.

#### Идеи представителей шартрской школы
К шартрской школе принадлежали Бернард Шартрский и его младший брат Тьерри, а также Гильберт Порретанский, Гильом из Конша. 
Широко известен известен образ Бернарда Шартрского, самого яркого платоника своего времени, его размышления об «античных гигантах» и «новых карликах». По его мысли, современные ученые сидят на плечах «титанов» античности: «Мы подобны карликам, усевшимся на плечах великанов; мы видим больше и дальше, чем они, не потому, что обладаем лучшим зрением, и не потому, что выше их, но потому, что они нас подняли и увеличили наш рост собственным величием». Поэтому, согласно Бернарду, следует изучать и приумножать древнее наследие. Он не устает подчеркивать исключительность античного мира, понимание которого служит залогом прогресса познания.
Гильбера Порретанского Этьен Жильсон назвал самым могучим спекулятивным умом XII века. Аристотелевское понятие формы Гильбер возродил в своем анализе ещё до того, как в Европу проникли идеи Авиценны. В отличие от своего учителя Бернарда Гильберт выступает с метафизикой конкретного, сориентированной на гарантии онтологической автономии. 
Шартрская школа интересна также своими оригинальными разработками, например, в работе Марциана Капеллы «О свадьбе Меркурия и Филологии». Известны также его сочинения по проблемам арифметики, геометрии и астрономии.

#### Тьерри из Шартра и Платоновский «Тимей»
Наиболее читаемым в школе сочинением Платона был диалог «Тимей», в котором немало суждений о душе философа, особенно близких христианству и важных для понимания, в частности, библейского рассказа о сотворении мира. Основываясь на Библии и «Тимее», брат Бернарда Тьерри предпринял первую попытку связать физику с теологией с помощью квартета наук. Его работа о семи свободных искусствах была одновременно комментарием к книге Бытия. Он видит два начала вещей — Бога, начало единства, и материю, начало множественности. В духе пифагорейцев он трактует материю как исходящую из единого и возвращающуюся к единству. Здесь очевидна христианизация неоплатонизма. Утверждение о том, что «Бог создал небо и землю» Тьерри трактует как создание Богом четырёх материальных элементов, из которых два — огонь и воздух — посланы на небо, а вниз посланы — вода и земля. Подобным же образом отстраивается механико-математическая космология, принципы которой распространяются на биологический мир. 
Доктрина, согласно которой материя образована из элементарных частиц, и теория потока, объяснявшая силовое движение тел (она будет позже воспринята Уильямом Оккамом и его последователями), говорят о научной зрелости Шартрской школы. Важность этого эпизода в истории средневековой науки подчеркивается организацией всего знания под эгидой философии и теологии. Натурализм Шартрской школы был на службе библейской концепции в целях уяснения её тезисов. К примеру, в тезисе о божественной Троице, единой в трех лицах, материя выступала как сотворенная Отцом из ничего; Сын Божий, или божественная Мудрость, — causa formalis (формальная причина); а Святой Дух, платоновская Мировая Душа, — causa finalis, то есть целевая причина.

#### Гильом из Конша
Большим вниманием к естественным наукам, не подчиненным, но согласованным с теологическим проектом, отмечены работы Гильома из Конша. На возражения о том, что он приписывает космосу автономность настолько, что Богу в нём уже нечего делать, теолог отвечал: «Напротив, мы возвышаем силу Божью, ибо именно Богу мы приписываем власть созидания настолько мощную, что создала тела, включая человеческое тело, своей естественной силой. Так неужели мы противоречим Священному Писанию, когда объясняем, как было создано то, о чём оно говорит как о созданном? Некоторые, игнорируя естественные силы, хотят помешать нам в наших исследованиях, заменив нас на других своих сотоварищей по невежеству… Однако мы заявляем, что во всем и всегда достойно искать рацио», то есть разумное основание.